# Nationalsozialistischer Untergrund
Nationalsozialistischer Untergrund, o NSU (Clandestinità Nazionalsocialista, in italiano), è una cellula terroristica tedesca di matrice neonazista attiva tra il 1997 e il 2011. Sarebbe responsabile di diversi reati tra cui: una serie di omicidi a sfondo razzista, l'esplosione di un tubo bomba in un quartiere multietnico di Colonia nel 2004, l'omicidio di un'agente di polizia ad Heilbronn e 15 rapine bancarie.

La procura generale tedesca ha ribattezzato l'NSU un "gruppo di estrema destra" con il proposito di "uccidere, per xenofobia e sentimenti anti-statali, tutti i cittadini di origine straniera".

## Storia

### Nascita
L'NSU è stato fondato da Uwe Böhnhardt, Uwe Mundlos e Beate Zschäpe, all'epoca poco più che ventenni. Böhnhardt, muratore disoccupato, figlio di un insegnante e di un'ingegnera, aveva abbandonato gli studi ed era noto alla polizia per furto, aggressione ed estorsione. Mundlos, figlio di un docente universitario di Informatica, aveva completato un corso di formazione in elaborazione dati presso la Carl Zeiss e ripreso gli studi per ottenere il diploma di scuola superiore. Zschäpe proveniva da una situazione familiare difficile: sua madre, che non aveva pianificato di avere figli, rimase incinta mentre portava avanti gli studi per diventare dentista in Romania. Il padre, che ha rifiutato di riconoscerne la paternità, è probabilmente uno studente rumeno. Viene cresciuta a Jena dai nonni materni mentre la madre tornò in Romania per terminare l'università..
Mundlos e Zschäpe si conobbero nel 1993 e stabilirono una relazione sentimentale. Poco tempo dopo Zschäpe si mette insieme a Böhnhardt, e insieme si immergono nella scena locale di estrema destra, fondando persino un gruppo neonazista dal nome Kameradschaft Jena. Ciononostante i tre rimangono molto uniti tanto da decidere di andare a vivere insieme a Zwickau, nella Germania orientale, da dove iniziarono le loro attività clandestine. Nell'autunno 1997 destano l'attenzione dei servizi segreti tedeschi dopo il ritrovamento di fronte al teatro cittadino di un tubo bomba che conteneva 10 grammi di tritolo e in diversi punti della Turingia di alcune valigie contenenti dell'esplosivo. Nei mesi seguenti il gruppo si procura del materiale per la produzione di bombe che viene nascosto in un garage, il 26 gennaio 1998 la polizia procede con una perquisizione in cui vengono ritrovate: quattro tubi bomba, 1,4 Kg di tritolo e materiale propagandistico di estrema destra. I tre fuggendo riescono ad evitare l'arresto ed entrano in clandestinità.

### La serie di omicidi
Tra il 2000 e il 2007 nelle città di Norimberga, Monaco di Baviera, Rostock, Amburgo, Kassel e Dortmund vengono uccise nove persone proprietarie di piccole attività fra le quali rivenditori di Kebab; le vittime sono tutte di origine turca e una di origine greca. Furono uccisi in pieno giorno, colpiti al viso da proiettili sparati da una pistola calibro 7,65 come in una vera e propria esecuzione. Gli investigatori ipotizzarono inizialmente che si trattasse di regolamenti di conti della malavita turca, o comunque episodi legati al racket dell'estorsione. La stampa tedesca ribattezzò questa serie di omicidi con l'espressione Delitti del Kebab e Omicidi del Bosforo, riferendosi al nome della squadra speciale della polizia che si occupava delle indagini. Più tardi si scoprirà che la pistola, una Česká 83, era stata utilizzata nel 2007 durante uno scontro a fuoco con la polizia in cui perse la vita un'agente.

### Bomba a Colonia nel 2004
il 9 giugno 2004 esplode una bomba di fabbricazione artigianale a Colonia, in un quartiere popolato principalmente da immigrati di origine straniera. Ne risultarono ferite 22 persone, quattro di queste in modo grave. Un negozio di parrucchiere venne completamente distrutto, i negozi e le auto circostanti subirono gravi danni. Le autorità inizialmente esclusero che si potesse trattare di un attacco terroristico o di crimini a sfondo razziale.

### Sviluppo delle attività investigative
Il 4 novembre 2011, dopo una rapina in Eisenach, la polizia ritrovò i corpi di Uwe Mundlos e Uwe Böhnhardt all'interno di una roulotte che stava bruciando. La polizia ritiene che i due abbiano appiccato l'incendio e poi si siano suicidati con una pistola Heckler & Koch P2000 che apparteneva all'agente di polizia Michéle Kiesewetter assassinata nel 2007 e di cui non erano stati ritrovati i responsabili. Qualche ora dopo il loro appartamento a Zwickau fu fatto esplodere da Beate Zschäpe, che poi si consegnò alla polizia. Gli investigatori ritrovarono nell'appartamento un DVD contenente le foto delle vittime dei cosiddetti delitti del Kebab e fra altre armi anche la pistola utilizzata per compiere gli omicidi.

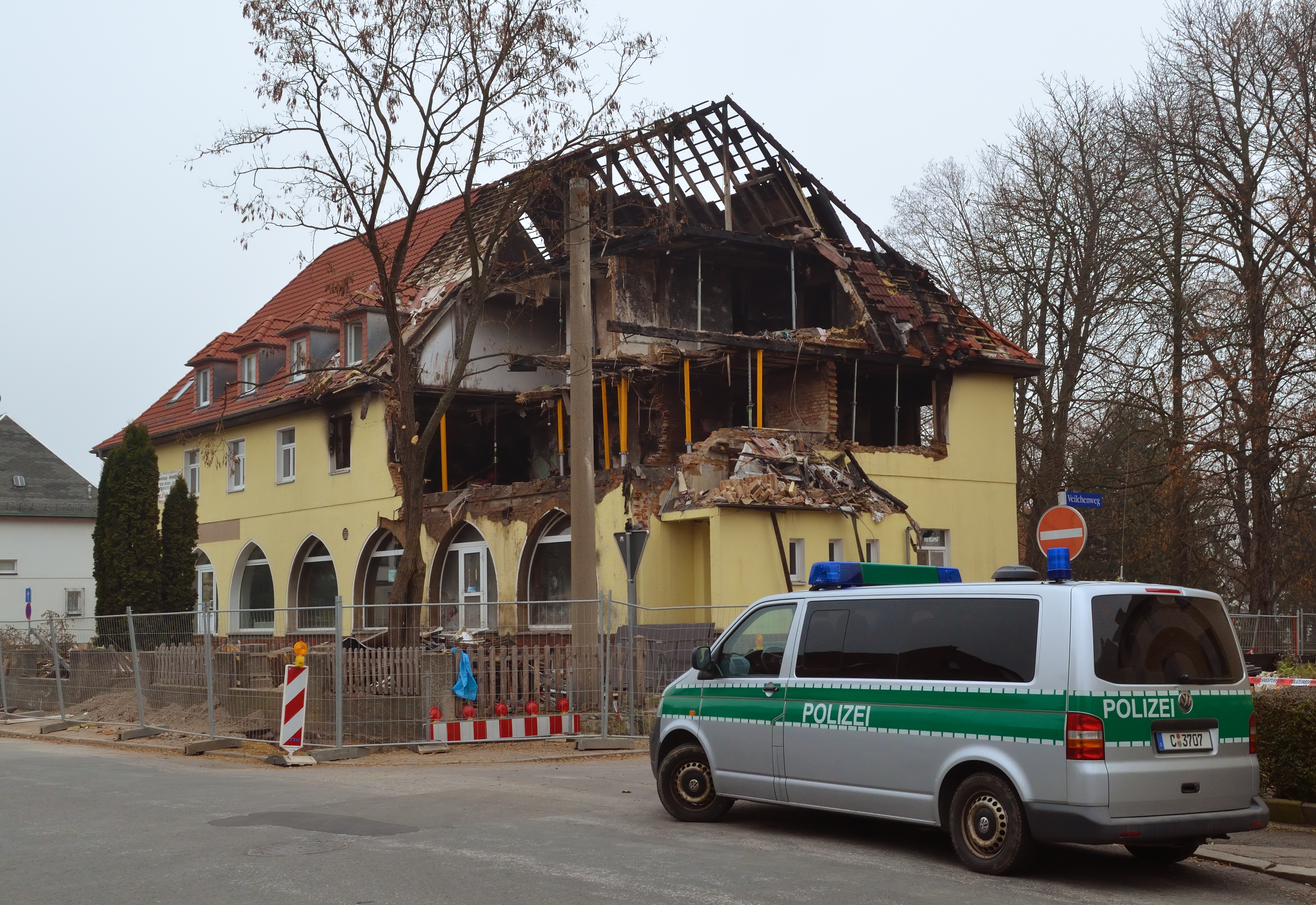
L'appartamento utilizzato dal Nationalsozialistischer Untergrund a Zwickau dopo l'incendio

Il 13 novembre 2011 viene arrestato Holger G. sospettato di essere il quarto membro della cellula terroristica e di aver noleggiato la roulotte che l'NSU utilizzò in occasione dell'assassinio dell'agente di Polizia.
Il 24 novembre 2011 viene arrestato Andre E. sospettato di aver prodotto un filmato propagandistico in cui vengono prese in giro le vittime degli omicidi seriali

### Reazioni
La scoperta che tutti questi omicidi irrisolti erano stati commessi da una cellula terroristica fino allora sconosciuta e che aveva agito indisturbata per tredici anni mise sotto choc l'intera Germania.
Il 14 novembre 2011 la Cancelliera tedesca Angela Merkel, propone la messa al bando del Partito Nazionaldemocratico Tedesco (NPD) per indebolire i gruppi di estrema destra.
Nel gennaio 2012 lo Spiegel pubblicò molti dettagli contenuti in un rapporto riservato scritto dalla Bundesamt für Verfassungsschutz inviato al governo di Berlino, alla commissione competente del Parlamento tedesco e agli Stati federali. Il rapporto spiegava con precisione lo sviluppo delle indagini dei servizi sulle attività dell'NSU. Nel rapporto si spiegava il sistema di finanziamento, i metodi per recuperare le armi e i rapporti esistenti tra la NSU e altri gruppi o movimenti dell'estrema destra tedesca.
Secondo le informazioni riportate dallo Spiegel le autorità tedesche erano ben informate delle attività dei neonazisti almeno fino al 2001. Il sabato 6 maggio 2000 gli agenti dell'intelligence seguirono e fotografarono il proprietario della casa in cui i tre membri della NSU si stavano nascondendo. L'abitazione si trovava a Chemnitz, nella Germania centro-orientale. Una delle fotografie scattate quel giorno sembrava mostrare proprio Böhnhardt. Gli agenti dei servizi segreti di Turingia, incerti nell'identificazione dei soggetti di alcune fotografie, chiesero aiuto ai colleghi dell'Investigativa: ma lo fecero con colpevole ritardo, ben nove giorni dopo quel 6 maggio. L'Investigativa chiese a sua volta aiuto all'Ufficio della Polizia Criminale Federale, che rispose che l'uomo nella foto con molta probabilità era proprio Böhnhardt. La risposta però arrivò troppo tardi e Böhnhardt non venne più individuato.
L'intelligence tedesca è stata criticata moltissimo per il fallimento delle indagini. A metà del novembre 2011 il quotidiano Berliner Zeitung pubblicò un editoriale in cui si sosteneva che «quello era stato probabilmente il più grande disastro fatto dai servizi segreti tedeschi dai tempi della riunificazione della Germania». Tuttavia, man mano che emergevano i particolari della vicenda e i dettagli sui fallimenti delle indagini nel decennio precedente, molti iniziarono a mettere in discussione il ruolo stesso dei servizi segreti tedeschi in tutta questa vicenda, e parlarono di un loro possibile coinvolgimento, diretto e consapevole, nelle scelte e nei crimini compiuti dalla NSU. In particolare si fa riferimento a un episodio risalente al novembre 2011, ma reso pubblico solo nel giugno 2012. Nel 2011 qualcuno dell'intelligence distrusse i documenti relativi al caso della NSU, dopo che il giorno precedente era stato rivelato alla stampa che il gruppo di estrema destra poteva essere responsabile di una serie di reati, tra cui i dieci omicidi compiuti tra il 2000 e il 2007.
La Cancelliera Angela Merkel si è scusata pubblicamente con le famiglie delle vittime per gli errori commessi dagli organi di intelligence durante le indagini. Il governo tedesco si è scusato con le Nazioni Unite perché gli omicidi razzisti “hanno rappresentato senza il minimo dubbio una delle minacce più gravi ai diritti dell'uomo in questi ultimi anni in Germania”.

### Processo a Beate Zschäpe
Il 6 maggio del 2013 si è aperto a Monaco di Baviera il processo alla NSU, che è stato definito come uno tra i più importanti nella storia della Germania federale, in cui la principale imputata è Beate Zschäpe, unica sopravvissuta della cellula terroristica, insieme ad altre quattro persone sospettate di aver fornito supporto logistico al NSU.
In particolare Zschäpe, che non ha partecipato direttamente agli omicidi, è accusata di: complicità in dieci omicidi, due attentati esplosivi, quindici rapine a mano armata, terrorismo, tentato omicidio e incendio doloso. Gli altri quattro imputati Ralf Wohlleben, Holger G., Carsten S. e André E. sarebbero colpevoli di aver procurato le armi utilizzate per i delitti, di aver protetto e aiutato Zschäpe, Mundlos e Boehnhardt durante il periodo di clandestinità. Il processo inoltre avrà lo scopo di chiarire come sia stato possibile che l'NSU abbia agito indisturbato sino alla fortuita scoperta del 2011.
Il processo sarebbe dovuto iniziare il 17 aprile 2013 ma la prima udienza è stata rinviata a causa di una polemica riguardante la scarsa rappresentanza della stampa internazionale. Inizialmente infatti i cinquanta posti riservati agli organi di informazione erano stati attribuiti in base all'ordine cronologico delle richieste di accredito, in questo modo sarebbero risultati esclusi tutti i media turchi e greci oltre ad importanti testate internazionali. Per questo motivo il quotidiano turco Sabah ha fatto ricorso alla Corte Costituzionale di Karlsruhe per ottenere un'adeguata rappresentanza delle testate straniere in generale e della stampa turca in particolare. Il ricorso è stato accolto ed è stata assicurata la copertura internazionale del processo anche se dall'estrazione per l'assegnazione dei posti sono rimaste escluse alcune fra le più autorevoli testate giornalistiche tedesche come per esempio Süddeutsche Zeitung, Frankfurter Allgemeine Zeitung, Die Welt, Die Zeit e Stern.